# Louis Morbioli
Louis Morbioli (en italien : Ludovico Morbioli), né en 1433 et mort le 9 novembre 1485 à Bologne, était un laïc débauché repentant qui a prêché la pénitence et la continence dans la région de Bologne. Il est vénéré comme un bienheureux par l'Église catholique, et fêté le 9 novembre.

La cathédrale de Bologne.

## Sa vie
Il est l'un des six enfants (cinq garçons et une fille) d'Antonia et Francesco Antonio Morbioli, appartenant à la petite bourgeoisie bolonaise. Sa jeunesse fut faite de plaisirs et d'insouciance, détachée de ses fondements religieux, et même son mariage avec Lucia di Giovanni Tura, la fille d'un ami de son père, n'y changea rien. En 1462, il s'installa avec elle à Venise où il continua de mener une vie dissolue jusqu'à ce que, tombant gravement malade, il soit admis à l'hôpital des chanoines réguliers du Latran pour recevoir de l'aide et récupérer. Il vécut alors une profonde remise en question existentielle qui entraîna un changement radical de sa vie vers plus de spiritualité.
Il retourna à Bologne vers 1470 et s'engagea dans une vie de pénitence avec des austérités exigeantes qu'il entreprit volontairement et durablement. Il se sépara de sa femme qui rentra au couvent, et revêtit une chemise blanche ordinaire avec une croix sur la poitrine qu'il porta en permanence. Il appela à la contrition et à la mortification, et accompagna souvent les condamnés à l'échafaud pour leur apporter un réconfort miséricordieux. Il visita les alentours dont Modène et Ferrare sur le dos d'un âne, et voyagea avec une croix dans les mains ou un étendard avec l'image du Christ crucifié. Il dormait sur le trottoir et dans d'autres endroits comme le font les sans-abri, et il laissa ses cheveux et sa barbe poussés. Pour vivre, il sculptait des images pieuses.
Louis Morbioli passa ses derniers mois dans la cave du gardien d'un monastère de frères mineurs de l'Observance qu'il aménagea en cellule de couvent. Il finit par tomber malade mais refusa toute forme de secours pour l'aider à se rétablir, et son refus entraîna sa mort paisible qu'il prédit, étendu nu sur le sol, le 9 novembre 1485. Sa dépouille fut enterrée dans la cathédrale Saint-Pierre de Bologne.
Bien qu'un culte populaire lui ait été rendu immédiatement après sa mort, ses ossements ne furent pas retrouvés tout de suite. Il fallut attendre l'importante restauration de la cathédrale qui eut lieu sous l'épiscopat de Gabriele Paleotti (1566-97). Cette invention des reliques provoqua un renouveau du culte, et en 1582 l'archidiocèse l'introduisit parmi ses bienheureux. En 1654, le processus formel de béatification commença qui fut approuvé et confirmé par le pape Grégoire XVI en 1843.
Entre l'année de sa mort et 1489, Baptiste Spagnoli composa un poème sur sa vie, qui constitue sa plus ancienne biographie.